# Anderson (Australia)
Anderson è una città australiana, situata nello Stato di Victoria, nella Contea di Bass Coast. 
La città prende il nome dai fratelli Anderson, i primi europei ad abitare questi luoghi.